# Huerga y Fierro Editores

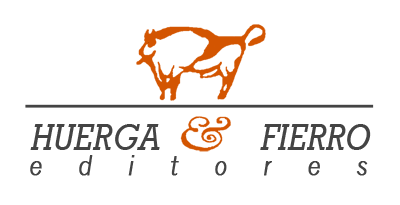
Logo oficial de la editorial

Huerga & Fierro Editores es una editorial española, ubicada en Madrid. Fundada en 1975 por Charo Fierro y Antonio J. Huerga. Hasta 1990 la editorial tenía como nombre Ediciones Libertarias. De 1990 a 1991 la editorial pasó a llamarse  Ediciones Libertarias / Prodhufi (este último es el acrónimo de "Producciones Huerga Fierro"). A mediados del año 1991 surge de nuevo con el nombre Ediciones Libertarias. A partir de 1995 y hasta día de hoy la editorial pasa a llamarse Huerga & Fierro editores.
Coincidió con los tiempos de la Movida madrileña y publicó a muchos de sus protagonistas, como Javier Sádaba, Francisco Umbral, Fernando Savater, Eduardo Haro Ibars, Fernando Poblet, José Luis Moreno-Ruiz, José Tono Martínez, Leopoldo María Panero o Bárbara Ouka Leele esta última desde 2014 dirige en la editorial la colección "Los libros de Ouka Leele" en la que se han publicado a otros miembros de La Movida como Rossy de Palma, El Hortelano o Jesús Ordovás, además de a la artista y periodista Guillermina Royo Villanova, la actriz Adriana Davidova o al polifacético Hipólito García Fernández 'Bolo García'. También han publicado Juan Carlos de Laiglesia la novela La tumbona de Peter Lorre; la pieza teatral de Arantxa de Juan titulada Magnani Aperta y la obra de autoficción Dejar de recordar no puedo, de José Antonio Gurpegui
Publicó literatura en lengua árabe. A mediados de los años 80, de la mano del escritor Juan Goytisolo, publicó la colección Al.Quibla, en la que se aunó poesía, narrativa y ensayo. El nombre hacía referencia al programa de televisión homónimo que Goytisolo presentaba en TVE en 1988. Cabe destacar las publicaciones de los palestinos Mahmud Darwish y Eduard W. Said, del tunecino Hichem Djaït, de los marroquíes Abdallah Laroui Mohammed Berrada y Salem Himmich o el egipcio Gamal al-Guatani y varios títulos del reciente Premio Nobel, por aquel entonces, Naguib Mahfuz, entre otros muchos.
Al cabo de un tiempo en los año 90, tras la transición de Libertarias a Huerga y Fierro, los editores siguieron publicando literatura árabe, con el patrocinio de la UNESCO. Mantuvieron el diseño de las cubiertas, obra del ilustrador sudanés Rashid Diab, rebautizan la colección con el nombre Al.Kalima' (cuyo significado es La Palabra, en árabe) publican dos libros más de Naguib Mahfuz: 'El día que asesinaron al líder' y 'El viaje del hijo de Fatuma'; el poemario 'Homenajes' a Adonis, a Gamal al-Guitani la novela 'Zaini Barakat', al sudanés Tayyeb Saleh 'Época de migración al norte' o al palestino Yabra Ibrahim Yabra  el libro 'Cazadores en una calle angosta', entre otros.
Entrados en el siglo XXI dedicaron la colección Graffiti a la literatura árabe dentro de la editorial, con el sirio Mohamed Zafzaf, el argelino Rachid Boudjedra, la saudí Raja Alem, el maestro sirio Adonis con dos obras maestras o, de nuevo, el sudanés Tayyeb Saleh de quien cabe destacar las palabras que dijo Juan Goytisolo sobre él: No se entiende y se ama la literatura árabe si no se lee a Tayyeb Sáleh
Posteriormente publicaron al autor iraquí y afincado en España Muhsin Al-Ramli, un libro de relatos titulado Naranjas y cuchillas en Bagdad; y a la poeta egipcia Iman Mersal, hasta la fecha, dos libros: 'Caminar cuanto sea posible' (2012) y 'Un oscuro paisaje es apropiado para aprender a bailar' (2016).
En 1987 publican por primera vez en España Los siete pilares de la sabiduría, de T. E.Lawrence, dentro de la colección 3 de cuatro soles, y en pocos meses la obra alcanza la categoría de best-seller. En 1995 publican la tercera edición con el título Los siete pilares de la sabiduría: un triunfo, ya como Huerga & Fierro editores, con una traducción exhaustiva, y por primera vez directa del inglés, a cargo de la historiadora y experta en Lawrence, María Cóndor Orduña. En poco tiempo se editó una segunda edición (4ª en total) y con los años el libro ha seguido reeditándose dentro de la editorial. Considerándose su libro más longevo.

## Colecciones

### La Rama Dorada
Creada en 1995, La Rama Dorada es una colección de teatro, ensayo y poesía dirigida por la crítica literaria y ensayista especializada en literatura contemporánea y Europea Mercedes Monmany. En ella cabe destacar a autores muy prestigiosos. tanto en lengua hispana: Marcos Ricardo Barnatán, Enrique Vila-Matas, Fernando Arrabal, Julia Castillo, Jesús Ferrero, Luis Alberto de Cuenca, César Antonio Molina, Isla Correyero, Juan Eduardo Cirlot, José Carlos Becerra Leopoldo María Panero, Eduardo Haro Ibars, Pablo García Baena, Pilar Gómez Bedate, Antonio Gamoneda, José Jiménez Lozano, Clara Janés, Lola Velasco o Antonio Colinas; como a nivel internacional Derek Walcott, Sebastiano Grasso, Sophia de Mello, Mina Loy, Robinson Jeffers, Jan Jacob Slauerhoff, Antonio Tabucchi, John Berger, Ósip Mandelshtam, Mario Luzi.
En la colección se han ido publicando obras inéditas de Leopoldo María Panero, tanto de ensayo como poesía. A lo largo del tiempo se están reeditando, dentro de la colección, muchos de sus poemarios anteriores.
César Antonio Molina publicó un ensayo sobre poesía titulado Sobre la inutilidad de la poesía. Tras agotar la primera edición, la segunda se amplió con nuevos datos y poetas, y se tituló En honor de Hermes. Un tiempo después publicó Viaje a la Costa da Morte, sobre este lugar de Galicia. Las fotografías son de Xurxo Lobato. Además el libro incluye una selección de poemas de César Antonio Molina, en edición bilingüe gallego-castellano.
El catálogo de la colección reúne a tres poetas en lengua neerlandesa: el primero fue Cees Nooteboom con Así pudo ser (2003). Luego vio la luz la primera antología en castellano del enfant terrible de las letras holandesas Jan Jacob Slauerhoff con Solo en mis poemas puedo vivir (2012). Y el más reciente es Hugo Claus también en una antología titulada Conserva el deseo (2016) en la que se hallará una visión amplia y variada de los estilos y épocas de Claus que queda perfectamente representada.
Las traducciones de la antología de Jan Jacob Slauerhoff y de El último cantor de Walt Whitman, del estadounidense Robinson Jeffers corrieron a cargo de Antonio Cruz Romero.
En los últimos años en la categoría de ensayo han publicado En el blanco infinito, un estudio literario en torno a la obra de Juan Ramón Jiménez, escrito por el prestigioso poeta José Luis Rey (Premio Loewe). Y Un escritor en la era de internet, de José Ángel Mañas, un ensayo personal con una selección de aforismos. 
En un gran y extenso volumen han reunido todos los artículos que el crítico literario Jorge Ernesto Ayala-Dip ha venido escribiendo en el suplemento Babelia, del diario El País, titulado Dos décadas de narrativa en castellano, volumen que incluye reseñas a libros de Vargas Llosa, Marsé, Javier Marías, Luis Goytisolo, Muñoz Molina o Soledad Puértolas, entre otros muchos.

### Signos
Creada a principios de los años 90 por Ángel Luis Vigaray y Leopoldo Alas Mínguez a partir del cierre de la revista homónima que ambos poetas dirigían, convirtiéndose en una colección de poesía de exigente trayectoria dentro de la editorial.  A día de hoy es la colección más longeva. En ella las ediciones de cada libro son de una portada sobria en blanco de papel verjurado. Prueba de ello, en su catálogo, dan las publicaciones a obras de José Ángel Valente, Francisco Brines, Luis Cernuda, Juan Ramón Jiménez, Percy Bysshe Shelley, Alejandro Palomas, Dylan Thomas, Manuel Álvarez Ortega, Jaime Alejandre, César Moro, Gilberto Owen, Porfirio Barba Jacob, Antonio Gracia, Miguel Galanes, Andrés Sánchez Robayna o Miguel Anxo Fernán-Vello.
Pero un tiempo después se empiezan a incluir obras de ensayo literario bajo el nombre de Signos Versión Celeste. Libros de estudio a la obra de Juan Ramón Jiménez ; y textos en prosa de Emilio Adolfo Westphalen, Ángel Guinda, Martín Adán, José María Hinojosa o Ramón Lopez Velarde. Destaca tanto en 'Celeste' como en 'Poesía' el interés a la figura y obra del Premio Nobel de Literatura Juan Ramón Jiménez y en grandes clásicos de la literatura cubana: Eugenio Florit, Gastón Baquero, Emilio Ballagas, Samuel Feijóo y Virgilio Piñera.
Varias de las ediciones y recopilaciones de los libros de la colección han estado al cuidado de los poetas Luis Bagué Quilez y Joaquín Juan Penalva.
En 2019 ve la luz el nuevo libro de José Infante Solo queda la sombra. Un poemario escrito por el poeta malagueño entre 2008 y 2011.

### Grafiti
La colección presenta un diseño original de Ángel Luis Vigaray, al estilo de la colección de libros de la editorial francesa Gallimard, pero con un escudo en forma de pico en el centro.
Abarca tanto el ensayo, la poesía y sobre todo la narrativa de autores consagrados como Bárbara Aranguren, Rodolfo Serrano, Mario Satz, Jesús Greus, Javier Salvago, Juan Groch, Jean Maitron, Max Aub, Josep Janés, Beppe Fenoglio, Hilda Doolittle, Adonis o Javier Morales.
Entrados en el siglo XXI convierten la colección Graffiti en un referente de la literatura árabe con el sirio Mohamed Zafzaf, el argelino Rachid Boudjedra, la novela 'Jatim' a la saudí Raja Alem o el sudanés Tayyeb Saleh con dos nuevos libros: 'Bandar Shah' y 'La boda de Zayn y otros cuentos'; también de nuevo al maestro sirio Adonis con dos obras maestras: 'Primer cuerpo último mar' e 'Historia desgarrándose sobre cuerpo de mujer'.
En 2014 publican, en la colección, una recopilación de aforismos del actor y cantautor Patxi Andión, con el título Breverías
El mismo año se publica en la colección, y por primera vez en España, El reino prohibido. La ópera prima del escritor neerlandés Jan Jacob Slauerhoff.  La traducción corrió a cargo del editor y experto en literatura neerlandesa Antonio Cruz Romero.
En 2018 la poeta gaditana Ana Rossetti reedita en la colección Punto Umbrío.

### Rayo Azul
La colección más reciente nacida a finales de 2019 dedicada a autores jóvenes y consagrados de todas las generaciones y lugares, bajo un solo criterio de calidad y ajenos a las modas, corrientes o esclavitudes comerciales.
Algunos títulos de la colección, con un diseño cuidado en blanco atravesados por una rama en color en su portada, son: "Dije luz", de Mar Benegas; "Placeres y mentiras", de Mercedes Escolano; "Pavesas y Lar", de José Ángel Hernández; "Vikinga", de Isabel Tejada; "Después", de Isabel Bono; y "En este momento que llamamos lugar", de Juan Antonio Tello.
A los pocos meses y en plena crisis del COVID19 los responsables de la editorial Charo Fierro y Antonio J. Huerga deciden no cesar su actividad y lanzan una segunda remesa de novedades en la colección lo que sigue demostrando la ilusión, el espíritu luchador y de resistencia constante que desde hace más de 40 años sigue manteniendo la editorial, con los títulos  "La llama inversa", de Beatriz Russo; "El aliento del Klai", de Alejandro Céspedes; "Que llueva siempre", de Luis Miguel Rabanal; "Lo que dejamos fuera", de Regina Salcedo; "Trilogía de las sombras", de Enrique Falcón; "Ciclo del 9", de Raúl Herrero Herrero; "Aquí y ahora", de José Manuel Lucía Megías; y "Hombre solo", de Eduardo Moga.
La colección está dirigida por los escritores Óscar Ayala y Enrique Villagrasa.

## Actividad
- En su capítulo dedicado a nuevos talentos literarios tanto en prosa como en poesía, Huerga & Fierro han publicado las primeras obras de escritores como Care Santos (Cuentos cítricos[165]), Mercedes de Vega (El profesor de inglés), Jon Andión (Palabras invisibles[166][167]), Yolanda Sáenz de Tejada (Poemas desde mi ombligo), Benjamín Prado (El corazón azul del alumbrado), Lorenzo Silva (Noviembre sin violetas), Justo Sotelo (La muerte lenta), Luis Artigue (Tu aroma en la licorería), Manuel Vilas (El mal gobierno), Ángeles López (Iscariote), Ángel Antonio Herrera (Te debo el olvido), Nuria Ruiz de Viñaspre (El mar de los suicidas y otros poemas), Juan Carlos Suñén (Para nunca ser vistos), Ramón Pernas (Poesía (in)completa), Fernando Gómez (El misterio de la calle Poniente), María Antonia Ortega (Épica de la soledad), Ignacio Elguero (Los años como colores), Javier Memba (Hotel Savoy), J.A. Bueno Álvarez (La verdad inútil) o Bárbara Aranguren (Un amante en La Habana[168])

- Han reeditado a su vez las primeras obras de Rafael Pérez Estrada (Valle de los Galanes/ Obeliscos[169]), Clara Janés (Las estrellas vencidas), Ángel Luis Vigaray (Grama[170]), Luis Alberto de Cuenca (Los retratos), Javier Lostalé (Jimmy, Jimmy) o Leopoldo María Panero (Así se fundó Carnaby Street[171]).

- Autores como el Premio Nobel de Literatura[172] Naguib Mahfuz,[173][174][175][176][177][178][179] Leopoldo María Panero, Clara Janés, Bárbara Aranguren, Octavio Aceves,[180][181][182][183] Ouka Leele, Adonis[184][185][186] Eduardo Haro Ibars, Juan-Eduardo Cirlot, T. E. Lawrence, Mario Satz, Ángel Guache, Medardo Fraile[187][188][189][190] Jorge Cela Trulock o José Rodríguez Chaves cuentan con el grueso de su obra en el catálogo de la editorial.